# Fang of the Sun Dougram
Fang of the Sun Dougram (太陽の牙ダグラム Taiyō no Kiba Daguramu, lit. Colmillo del Sol Dougram?) es una serie animada japonesa de 75 episodios creada y dirigida Ryosuke Takahashi y producida por los estudios Sunrise. La serie animada fue transmitida originalmente en Japón en la cadena TV Tokyo desde su estreno el 23 de octubre de 1981 hasta el 25 de marzo de 1983. En 1983 la serie animada de 75 episodios fue reproducida y compilada en una película titulada Dougram: Documentary of the Fang of the Sun. La película funge como un resumen de la serie. El argumento de Dougram tiene influencias de la película La Batalla de Argel.

## Argumento
La serie comienza con en un desierto del planeta/colonia llamado Deloyer, donde una mujer pelirroja observa los restos de un robot destruido. La mujer alucina con un grupo de soldados armados junto al robot, sin daño alguno. Un hombre llamado Rocky se acerca a la mujer corriendo  abrazarla y ella llora de alegría. Después de esto la serie se retrotrae a un tiempo pasado para explicar el origen de las escenas antes descritas.
Descontentos con el Gobierno de la Federación Terrestre, los ciudadanos del planeta Deloyer declaran su independencia. En un inesperado golpe de Estado, el gobernador electo declara la ley marcial y se nombra él mismo como Dictador absoluto. Con la aprobación de la Federación, gobierna el planeta con puño de hierro. En respuesta, un grupo de rebeldes (incluyendo el desheredado hijo del gobernador), se rebelan abiertamente usando un prototipo de armadura de combate: El Dougram. Su meta es terminar con la dictadura e independizar a Deloyer completamente del dominio de la Federación.
La historia trata acerca de un grupo guerrillero conocido como Los 7 de Deloyer. La batalla se esparce por el planeta Deloyer a medida que la Federación persigue a los rebeldes. La serie se caracteriza no solo por su uso realista de máquinas y vehículos, sino también por las tácticas militares. La serie es seguida por una gran cantidad de personajes e intrigas políticas con varios personajes obscuros cambiando de bando a lo largo de la serie.

## Seiyus
- Kazuhiko Inoue como Crin
- Banjou Ginga como Chico
- Eiji Kanie como Fon
- Eiko Yamada como Canary
- Gara Takashima como Daisey
- Hirotaka Suzuoki como Gavol
- Ikuya Sawaki como Soldier (Ep. 6)
- Issei Futamata como Aron
- Issei Masamune como Hank, Rabin
- Kaneto Shiozawa as Roil
- Kazuyuki Sogabe como J Rock
- Keiko Ozaki como Dalloway
- Kenichi Ogata como Nanashi, Watokinsu
- Kiyonobu Suzuki como Fester
- Kiyoshi Komiyama como Hackle
- Kôhei Miyauchi como David
- Kôzô Shioya como Blink
- Masaaki Tsukada como Emond
- Masaharu Satou como Dark
- Masaru Ikeda como Reck
- Masashi Hirose como Cole
- Masato Yamanouchi como Donan, Narrator
- Nana Yamaguchi como Fina
- Osamu Kato como Heshi
- Ritsuo Sawa como empleado de la estación (Ep. 1)
- Ryouichi Tanaka como Rocky
- Ryusuke Oobayashi como Jokku
- Shigeru Chiba como George, Oppe
- Shigeyuki Hosoi como Bugs
- Shigezou Sasaoka como Brian (Eps. 38-39)
- Shingo Kanemoto como Dick
- Shozo Iizuka como Haman (Ep. 23)
- Tatsuyuki Jinnai como Herumuto
- Tesshô Genda como Woldran
- Youko Kawanami como Rita
- Yuji Fujishiro como Morea
- Yuri Nashiwa como Billy
- Yuusaku Yara como Jackie

## Influencias
Dougram fue una de las primeras producciones del subgénero "Real Robot" que siguió las tendencias establecidas por Mobile Suit Gundam. El famoso diseñador mecánico Kunio Okawara creó los robots de ambos programas. Dougram contó con un argumento similar enfocado en un pequeño grupo de guerrilleros luchando una batalla contra un enemigo poderoso usando un prototipo de robot de combate. El programa fue un éxito sorpresivo, especialmente considerando el énfasis que se hizo en tecnicismos militares, los cuales ralentizaron el ritmo de la serie. La serie confirmó que la ciencia ficción militar mecha había llegado para quedarse. Más tarde Takahashi y Sunrise crearían otra serie llamada Armored Trooper Votoms, la cual , tuvo una temática similar, a Dougram, pero sin ninguna relación con su argumento o sus personajes.